# Petyr Dynow
Petyr Konstantinow Dynow (bułg. Петър Константинов Дънов; ur. 11 lipca 1864 w Hıdırcy koło Warny, zm. 27 grudnia 1944 w Sofii), znany również jako Beinsa Duno (bułg. Беинса Дуно) – bułgarski filozof, nauczyciel duchowy, twórca doktryny religijno-filozoficznej zaliczanej do nurtu chrześcijaństwa ezoterycznego.

## Życiorys

### Wczesne życie i edukacja
Petyr Dynow urodził się 11 lipca 1864 w wiosce Hıdırca (obecnie Nikołaewka w gminie Suworowo) w pobliżu Warny. Był trzecim dzieckiem Konstantina Dynowskiego i Dobry Atanasowej Georgiewej. Jego ojciec był pierwszym bułgarskim nauczycielem w regionie. Następnie został prawosławnym kapłanem, który jako jeden z pierwszych zaczął odprawiać liturgię w języku bułgarskim, a nie tradycyjnym sakralnym języku greckim.
Petyr Dynow uczęszczał do szkoły średniej w Warnie. Studiował na uczelni American Methodist School of Theology and Science w Swisztowie, którą ukończył w 1887.Pracował przez rok jako nauczyciel w szkole podstawowej. Następnie wyjechał do Stanów Zjednoczonych (1888), gdzie studiował w Drew Theological Seminary w Madison w stanie New Jersey, a po jego ukończeniu zapisał się do Boston University School of Theology, które ukończył w czerwcu 1893 r. Edukację na Uniwersytecie Bostońskim kontynuował na wydziale medycyny. W 1895 powrócił do Bułgarii.

### Działalność duchowa
W Bułgarii Dynowowi oferowano posadę pastora metodystycznego. Odrzucił jednak ofertę, postanawiając pracować samemu. W 1896 opublikował książkę zatytułowaną Nauka i Edukacja, w której analizował rozwój ludzkości w nowej kulturze, która według niego miała nastąpić w nadchodzącym stuleciu. W 1900 zwołał pierwsze spotkanie ruchu Białego Bractwa, które następnie miały odbywać się nieprzerwanie co roku, aż do 1942. W latach 1901–1912 Dynow zaczął podróżować po całej Bułgarii, prowadząc rozmowy i podejmując badania frenologiczne. Ostatecznie osiedlił się w Sofii i rozpoczął wykłady.
W 1914 wygłosił swój pierwszy publiczny wykład, Oto Człowiek!, wydany później w serii Energia i Życie. Rozpoczęło to serię niedzielnych wykładów, podczas których Dynow opracowywał i wyjaśniał fragmenty Biblii. W latach 1917–1918 władze Bułgarii internowały Dynowa do Warny, pod pretekstem osłabiania morale żołnierzy.
W 1921 powstała Izgrewa, wieś w okolicach Sofii, która stała się miejscem zebrań Dynowa oraz jego uczniów. Wielu wyznawców zaczęło się osiedlać w pobliżu swojego mistrza, a miejsce ostatecznie stało się centrum dużej wspólnoty duchowej. Dynow wygłaszał wykłady w nowo wybudowanej Hali Wykładowej. Oprócz niedzielnych wykładów, od 1930 prowadził również „niedzielne poranki” o wczesnych godzinach porannych. Tematy podejmowane na spotkaniach dotykały różnych dziedzin, m.in.: religii, muzyki, geometrii, astrologii, filozofii czy ezoteryki.

### Śmierć
Petyr Dynow zmarł 27 grudnia 1944, po przejęciu władzy przez komunistów we wrześniu. Jakiś czas po śmierci mistrza Białego Bractwa, Izgrewa została wysiedlona, a w jej miejscu wybudowano ambasadę radziecką i inne. Dzisiaj w Izgrewie, stanowiącej jedną z dzielnic Sofii, znajduje się ogród z grobem Petyra Dynowa.